# گنجشک سیرا مادره
گنجشک سیرا مادره (نام علمی: Xenospiza baileyi) نام یک گونه از تیره زردپره‌ایان است.